# Laverdines

Laverdines este o comună în departamentul Cher, Franța. În 1 ianuarie 2018 avea o populație de 36 de locuitori.